# 雞蝦鍋巴
雞蝦鍋巴是中國蘇錫菜的代表名菜之一，爲无锡大新楼菜馆名廚刘俊英等采用番茄酱所制成，陳果夫呼之爲“天下第一菜”。

## 來源
一说是乾隆南巡微服私访时，在无锡一小饭店就餐。由于已时过中午，饭菜大多已经卖完。店主绞尽脑汁，用太湖活虾为原料，以做饭剩下的锅巴在沸油中炸酥，出奇制胜地做成了“虾仁锅巴”上桌。乾隆帝对此大加赞赏，称为“天下第一菜”。
一说是1937年元旦，江苏省主席陈果夫以此菜宴请部署，食后大为赞叹，谓“鸡有勇气，善于抵抗仇敌，且有合群美德；虾能屈能伸，知道进退行藏，锅巴是坚硬的，番茄富有刺激性”，均为鼓舞人心之语，并特改名为“天下第一菜”，还题诗“郑重宣传”。
此菜食用时，将一碗用虾仁、熟鸡丝和蕃茄酱熬成的浓汁浇入油炸锅巴中，顿时嘶响声不断，张振楣称此为“色香味形器”外的「声」。因此在抗战期间，流传到四川一带后一度被称为“一声雷”、“轰炸东京”。